# Klaus Kuchling
Klaus Kuchling (* 17. Februar 1963 in St. Veit an der Glan) ist ein österreichischer Organist und Dirigent.

## Leben
Nach erstem Unterricht bei Joze Ropitz erhielt Klaus Kuchling seinen ersten Orgelunterricht am Kärntner Landeskonservatorium in Klagenfurt bei Annemarie Groysbeck-Fheodoroff. Im Anschluss daran studierte er an der Hochschule für Musik und darstellende Kunst in Wien Kirchenmusik, Instrumentalpädagogik, Tonsatz und Konzertfach Orgel, wobei Peter Planyavsky und Alfred Mitterhofer zu seinen Lehrern zählten.
Bis 1990 war Kurchling als Organist und Chorleiter an der Pfarrkirche St. Elisabeth im 4. Wiener Gemeindebezirk Wieden tätig. Von 1989 bis 1994 war er Leiter des Kammerchores Norbert Artner und dirigierte während dieser Zeit mehrere große Werke der Chor- und Orchesterliteratur wie etwa Joseph Haydns Schöpfung, Wolfgang Amadeus Mozarts Requiem, Georg Friedrich Händels Dettinger Te Deum, Ein Deutsches Requiem von Johannes Brahms sowie diverse Kantaten von Johann Sebastian Bach.
Seit 1992 bekleidet er die Position des Domorganisten am Klagenfurter Dom. In diesem Zusammenhang beschränkt sich seine musikalische Tätigkeit nicht nur auf den Bereich Orgel, sondern auch die Arbeit mit verschiedenen Ensembles gehört zu seinem Einsatzgebiet.
Von Herbst 1998 bis Frühling 2018 leitete Kuchling den Kärntner Madrigalchor Klagenfurt.
Seine Lehrtätigkeit übt Klaus Kuchling seit 1988 im Rahmen diözesaner Orgelkurse aus, seit 1989 unterrichtet er am Kärntner Landeskonservatorium, heute Gustav Mahler Privatuniversität GMPU die Fächer Orgel, Improvisation, Liturgisches Orgelspiel und Kammermusik. Darüber hinaus war er von 1996 bis 2013 als Assistent von Peter Planyavsky bis zu dessen Eintritt in den Ruhestand an der Wiener Musikuniversität beschäftigt. Zu seinen Schülern gehören unter anderem Johannes Zeinler, Polona Gantar, Klemen Karlin, Johannes Kobald, Daniel Mayr, Stefan Donner, Walter Ofner, Margaretha Lexer, und viele mehr. 